# Поль Бебей
Поль Роллан Бебей Кінге (фр. Paul Rolland Bebey Kingué; нар. 9 листопада 1986, Дуала, Камерун) — камерунський футболіст, захисник.

## Клубна кар'єра
Вихованець юнацької команди «Авенір де Дібомбарі», перший тренер — Лобе Екоссо.
Професійну кар'єру розпочав у червні 2006 року в «Дуала АК» з рідного міста Дуала, після чого перебрався в «Лез Астр». Влітку 2009 року вирушив до турецького клубу «Газіантеп ББ», але вже за два місяці повернувся до Камеруну. У 2010-2011 році виступав за «Нью-Старз» (Дуала). У 2012 році грав за бельгійський клуб «Блод-Гом». У серпні 2013 року разом зі співвітчизником Хабібом Гоком перейшов до «Хайра Вахдата», з яким ставав бронзовим та срібним призером місцевого чемпіонату.
У січні 2015 року перебував на перегляді у гродненський «Німан», з яким у березні того ж року підписав контракт. Перший матч за «Німан» зіграв 4 квітня 2015 року у Кубку Білорусі проти БАТЕ, а в чемпіонаті дебютував 11 квітня того ж року у грі з мінським «Динамо». У липні-серпні 2015 року не грав через травму. Першим голом за клуб відзначився 8 листопада 2015 року в ворота «Славії».
Після закінчення сезону 2015 року йому довелося повернутися з оренди в Хайр Вахдат, але Неман мав намір залишити гравця собі. У березні 2016 року клуби не змогли домовитися, але Поль не зміг вилетіти з Камеруну до Гродно через відсутність коштів. 29 березня, все ж таки прибувши до Гродно, підписав новий контракт з «Німаном». У сезоні 2016 року залишався основним гравцем, граюв на позиції правого захисника.
У лютому 2017 року підписав новий 2-річний контракт із гродненським клубом. У листопаді 2018 року знову продовжив контракт з «Гродно».
На початку 2020 року прибув на перегляді у бобруйску «Білшину», а в лютому 2020 року оголосив про завершення кар'єри.

## Кар'єра в збірній
У складі олімпійської збірної Камеруну виступав 2008 року на Олімпійських іграх у Пекіні, взяв участь у 3-х матчах.
16 жовтня 2012 року зіграв за національну збірну Камеруну у товариському матчі проти збірної Колумбії. Учасник Кубку КЕМАК 2010 року. Також у серпні-вересні 2012 року зіграв 5 матчів, які низка джерел зараховує як виступи за другу збірну країни, інші джерела — за першу збірну.

## Статистика виступів

### Клубна
Станом на 2 листопада 2019 року
| Клуб              | Сезон             | Ліга                   | Ліга  | Ліга | Нац. кубок | Нац. кубок | Конт. кубок | Конт. кубок | Інші  | Інші | Загалом | Загалом |
| Клуб              | Сезон             | Дивізіон               | Матчі | Голи | Матчі      | Голи       | Матчі       | Голи        | Матчі | Голи | Матчі   | Голи    |
| ----------------- | ----------------- | ---------------------- | ----- | ---- | ---------- | ---------- | ----------- | ----------- | ----- | ---- | ------- | ------- |
| «Газіантеп»       | 2009–10           | Перша ліга Туреччини   | 3     | 0    | 1          | 0          | –           | –           | –     | –    | 4       | 0       |
| «Газіантеп»       | Загалом           | Загалом                | 3     | 0    | 1          | 0          | 0           | 0           | 0     | 0    | 4       | 0       |
| «Хайр Вахдат»     | 2014              | Вища ліга Таджикистану | 15    | 0    |            |            | –           | –           | –     | –    | 15      | 0       |
| «Хайр Вахдат»     | Загалом           | Загалом                | 15    | 0    | 0          | 0          | 0           | 0           | 0     | 0    | 15      | 0       |
| «Німан» (Гродно)  | 2015              | Вища ліга              | 19    | 1    | 3          | 0          | –           | –           | –     | –    | 22      | 1       |
| «Німан» (Гродно)  | 2016              | Вища ліга              | 23    | 0    | 2          | 0          | –           | –           | –     | –    | 25      | 0       |
| «Німан» (Гродно)  | 2017              | Вища ліга              | 25    | 1    | 1          | 0          | –           | –           | –     | –    | 26      | 1       |
| «Німан» (Гродно)  | 2018              | Вища ліга              | 28    | 0    | 3          | 0          | –           | –           | –     | –    | 31      | 0       |
| «Німан» (Гродно)  | 2019              | Вища ліга              | 24    | 0    | 1          | 0          | –           | –           | –     | –    | 25      | 0       |
| «Німан» (Гродно)  | Загалом           | Загалом                | 119   | 2    | 10         | 0          | -           | -           | -     | -    | 129     | 2       |
| Усього за кар'єру | Усього за кар'єру | Усього за кар'єру      | 137   | 2    | 11         | 0          | -           | -           | -     | -    | 148     | 2       |

### У збірній
| національна збірна Камеруну | національна збірна Камеруну | національна збірна Камеруну |
| Рік                         | Матчі                       | Голи                        |
| --------------------------- | --------------------------- | --------------------------- |
| 2012                        | 1                           | 0                           |
| Загалом                     | 1                           | 0                           |

Станом на 16 жовтня 2012 року

## Досягнення
- Вища ліга Таджикистану
  -  Срібний призер (1): 2013
  -  Бронзовий призер (1): 2014